# Palabra complementada
La palabra complementada es un sistema que posibilita la comunicación con personas sordas o con discapacidad auditiva mediante el uso simultáneo de la lectura de labios, que se corresponde con la palabra, y una serie de complementos manuales, que carecen de significado lingüístico y que complementan a la palabra.

## Origen y fundamentación
La palabra complementada (LPC), surgió en los años 60, con el fin de facilitar la lectura labiofacial. El profesor Cornett, Vicepresidente de la Universidad de Gallaudet en Washington, trabajó con un grupo de alumnos sordos, en el cual pudo observar que a pesar de tener un alto nivel en conocimientos, estos alumnos fracasaron en la lectura y con ello la comprensión oral, afirmando que “la raíz de todos los problemas cognitivos lingüísticos, que acarrea el sordo durante toda su vida, podría estar en el poco conocimiento del lenguaje oral que adquiere los primeros años de su vida”. En el caso de los niños con sordera profunda, en su mayoría, no llegan a adquirir un nivel lingüístico satisfactorio mediante los métodos tradicionales orales, estos, excepto en algunas excepciones, podemos observar:
- Incompetencia en el uso del lenguaje oral (Greogory y Mogford, 1981).
- Desarrollo de escasos patrones comunicativos (Truax, 1978).
- Aprendizaje de la lectoescritura incorrectamente[3]
- Desequilibrio en su autoimagen
- Escasez de vocabulario que dificulta la comunicación (Geergs y Moog 1978, Conrad 1979).
- Limitación en el conocimiento sobre el entorno que les rodea, decidiéndose así, su interacción social (Levy Shiff y Hoffman 1985, Kyle y Allsop 1985).

El “lenguaje aprendido” es una pequeña parte ante la producción verbal que el niño va experimentando toda su vida adquiriéndolo espontáneamente, es ahí donde se encuentra una de las mayores limitaciones de estos niños con afección auditiva, impidiéndoles el dominio de expresiones y un amplio vocabulario. Es esta la razón del nacimiento del Sistema Cued Speech, siendo el único sistema que trata las ambigüedades que se pueden dar en el habla con el fin de ayudar al desarrollo del lenguaje de estos alumnos, aunque no todos los niños sordos requieren de este sistema ya que en algunos casos el ritmo de aprendizaje se da de forma normalizada.
El Cued Speech fue adaptado a 56 lenguas y dialectos diferentes. En la versión española, este sistema se dio bajo el nombre de “La Palabra Complementada” (LPC) respaldado por Torres (1998), quien manifiesta que dicho método actualmente supone aquello que supuso para los ciegos el Sistema Braille en 1854 (Torres y Luis, 1996).

## Características
- LPC es un sistema silábico, en el cual la sílaba es la unidad básica de representación visual. Esto es imprescindible para que la velocidad de los complementos sea semejante al ritmo del discurso normal.
- Se considera un apoyo para la lectura labio facial, es decir, el individuo debe leer los labios y a su vez hacer uso de la PC, pero esta no puede suplir a la lectura labio facial.
- Permite seguir el desarrollo normal del discurso hablado.
- Es un sistema ortofónico que permite visualizar claramente los fonemas.
- LPC se puede integrar con cualquier sistema o método.
- LPC es un sistema perceptible / procesable desde el primer año de vida. Neurológicamente esto es posible.
- LPC es un sistema sencillo para que el individuo que necesita aprenderlo lo haga en pocas sesiones.
- Es un sistema evolutivo, es decir, el niño aprende a hablar antes de leer y escribir.
- El sistema proporciona una discriminación de todos los fonemas al igual que el que puede percibir un oído normal.
- Este sistema proporciona una comunicación de hasta diez metros de distancia.
- LPC por su carácter internacional, sencillez y aplicación, hoy día es uno de los métodos más conocidos y utilizados de los sistemas de apoyo mediante complementos manuales.

## Componentes

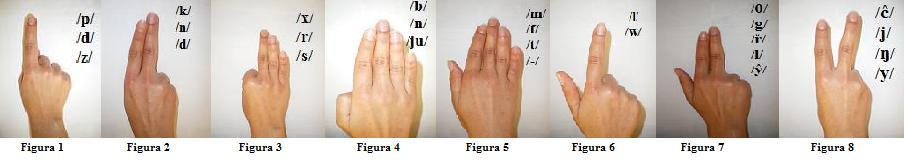
Kinemas, posiciones manuales que actúan como un complemento de la palabra.

Existen dos elementos que componen el sistema de La Palabra Complementada:
a) La palabra hablada, denominada visema, representación visual de un fonema particular a través de la expresión facial (Henniser, 2005).
b) Complemento manual, nombrado como kinema, representación visual de las diferentes posiciones manuales. 
El kinema actúa como un complemento manual de la palabra careciendo de valor lingüístico de forma aislada, siempre debe acompañar a los fonemas sin reemplazarlo. El sistema de la Palabra Complementada consta de:
1. Tres posiciones manuales para complementar las vocales:
-Primera posición: A un lado de la cara corresponde al fonema /a/.
-Segunda posición:En la barbilla para los fonemas /e/ y /o/
-Tercera posición: En la garganta, correspondiente a los fonemas /u/ e /i/.
2. Ocho figuras manuales que complementan las consonantes (Ver imagen superior, "Kinemas")

Cuando la expresión labial —visema— tiene varias interpretaciones, la posición de mano que la complementa es diferente, así la interpretación de la palabra se da correctamente, dejando a un lado toda ambigüedad. En el caso, de que los visemas sean diferentes, los kinemas son iguales ya que podemos distinguir la palabra mediante la expresión labial sin usar el complemento manual.

## Con quién, cómo y cuándo emplear la palabra complementada
Es conveniente empezar a utiliza LPC con los niños pequeños (de 1 a 3 años), en el período preverbal.
Se puede empezar utilizando de manera lúdica y con actividades cotidianas en la vida de los pequeños.
No se puede obviar el desarrollo del resto auditivo, la función auditiva puede mejorar considerablemente, por lo que es importante su entrenamiento. Además no podemos olvidar que LPC en un sistema de apoyo que no puede reemplazar al lenguaje.
La Palabra Complementada puede servir de apoyo a niños con sordera, para las palabras que no tienen signo, utilizándolo de complemento en lugar de la dactilología. 
Se puede utilizar también para reforzar la capacidad auditiva con los niños que tengan resto y evitar así que se descuiden ciertos aspectos gramaticales en el lenguaje de estos.
LPC ayuda también a niños que después de una operación de implante coclear necesiten otro tipo de entrenamiento durante el periodo de recuperación, ya que no oirán perfectamente hasta que pase un largo tiempo. 
Es importante que los padres de niños que vayan a utilizar este sistema de apoyo al lenguaje, lo conozcan bien para comunicarse con sus hijos y poder enseñárselo desde pequeños mediante actividades lúdicas y funcionales.

## Inconvenientes de la palabra complementada
La palabra complementada, aparte de facilitar la comunicación y la lectoescritura a niños con dificultades auditivas, posee unas ciertas limitaciones, que aunque son mínimas es conveniente señalarlas para poder comprender mejor la estructura de este sistema.
Algunos de sus inconvenientes son:
- Poco conocimiento del sistema por parte de la gente que rodea al niño/a con dificultades auditivas.
- Quita espontaneidad y aumenta monotonía melódica.
- Requiere un nivel de concentración muy alto pudiendo producir fatiga a los niños.